# Монте-Роберто
Монте-Роберто (итал. Monte Roberto) — коммуна в Италии, располагается в регионе Марке, в провинции Анкона.
Население составляет 2855 человек (2008 г.), плотность населения составляет 204 чел./км². Занимает площадь 14 км². Почтовый индекс — 60030. Телефонный код — 0731.
Покровителем коммуны почитается святой Сильвестр, папа Римский. Праздник ежегодно празднуется 31 декабря.

## Демография
Динамика населения:

## Администрация коммуны
- Официальный сайт: https://web.archive.org/web/20120608051428/http://www.monteroberto.pannet.it/